# たかもちげん
たかもち げん（本名:南波 省三、1949年4月15日 - 2000年7月5日）は、日本の漫画家。新潟県三島郡出雲崎町出身。

## 略歴
下積み期間が15年間と長く、望月三起也や井上コオなど数多くの漫画家のアシスタントを経験。本名の南波省三名義で成人漫画を発表していた。
1980年『輪が跳ぶ』（『少年マガジン』増刊）にてメジャー誌へのデビューとなる。
デビューはジョージ秋山が原稿を落としたことによる代原。その後もいくつかの打ち切りを経験している。若くして婚約しており、妻子（子供4人）を養うために相当苦労したと話した。その後は『週刊モーニング』に移った。
2000年7月5日、がんのため51歳で亡くなった。遺作となった『警察署長』は、アシスタントやぶうちゆうきに引き継がれた。
代表作に『祝福王』、『代打屋トーゴー』、『警察署長』など。
テレビドラマ「こちら本池上署」でのオープニングテーマでは、たかもちの作画が取り入れられている。
元□□□で、音楽ライターの南波一海は子息。

## 作品リスト
- 警察署長（TBS系のドラマ『こちら本池上署』シリーズの原作）
- 代打屋トーゴー
- リストラマン太郎
- アウトロー
- ガッツ陣内
- 雲を履く
- 決断
- 西幽記
- 祝福王
- 聖女ハリマオ
- 聖なる者へ
- チャイニーズ・エンゼル・カンパニー
- 百年の祭り
- 約束の人
- やだね!
- ワイルドタッチ
- Let It Be
- MEDICAL 99 －医師大森雅之の決断